# Vera Brandes
Vera Brandes (nacida en 1956 en Colonia, Alemania) es una promotora de conciertos, productora musical e investigadora en música y efectos mediáticos.

## Vida e impacto
Brandes comenzó a organizar conciertos de jazz y giras desde los quince años de edad, principalmente una gira con el trío de Ronnie Scott. En 1974 organizó la serie de conciertos New Jazz in Cologne en Colonia. El quinto concierto de la serie fue el legendario Köln Concert de Keith Jarrett, el 24 de enero de 1975, que el pianista estuvo a punto de cancelar debido a la mala calidad del piano y al cansancio acumulado. El concierto solo se llevó a cabo por la persistencia de Brandes.
El primer sello discográfico de Brandes, CMP, fundado en 1977 con el promotor de conciertos Kurt Renker, lanzó álbumes de Nucleus, Charlie Mariano, Jeremy Steig y Theo Jörgensmann. En 1980 fundó el sello VeraBra, donde trabajó como única productora y editora. En 1984 fundó el sello Intuition.
Brandes produjo y publicó más de 350 álbumes, incluidas obras de Reinhard Flatischler, The Lounge Lizards, Mikis Theodorakis, Barbara Thompson, Hermeto Pascoal y Andreas Vollenweider.